# Diego Butrón Cortés
Diego Butrón de Mújica y Cortes y Zuñiga (Medina Sidonia, 1770-1842) fue un marino y militar español. Tuvo cargo de teniente general de la Armada. 

## Biografía
Estuvo en la campaña del canal de la Mancha, en el combate contra la escuadra inglesa de lord Howe, en el estrecho de Gibraltar y en la expedición a Argel al mando de la sexta bandera de las tropas de desembarco.
Tuvo actividad como corsario por el Mediterráneo y el Atlántico, tomando parte también en la batalla del Cabo de San Vicente, en el bloqueo y bombardeo de Cádiz por los ingleses en 1797, en la expedición de cabo Santo Domingo y en el combate de cabo Finisterre, donde fue hecho prisionero y llevado a Inglaterra. Siendo liberado en 1808 cuando la invasión francesa de España. Convirtió a españolas y británicos en aliados.
Ascendido a brigadier, mandó el navío Numancia en la escuadra de Francisco Mourelle que se aprestaba para Ultramar, pero la sublevación de Riego lo impide. En situación de disponible en Cádiz hasta 1823, durante los Cien Mil Hijos de San Luis se puso de parte del duque de Angulema , que le nombra comandante del apostadero de Sanlúcar de Barrameda. Restablecido el absolutismo en España, fue ascendido a teniente general por Fernando VII en recompensa de los servicios prestados.
- Datos: Q5490792